# Metropolitní oblast Madridu

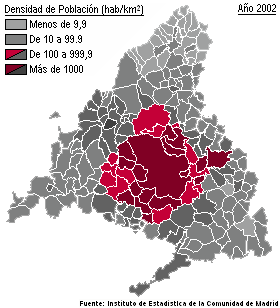
Hustota obyvatel v Metropolitní oblasti Madridu

Metropolitní oblast Madridu zahrnuje město Madrid a 20 okolních obcí. V oblasti žije přibližně 5,68 milionu obyvatel a má rozlohu 5336 km².
Je to největší metropolitní oblast ve Španělsku, 4. největší v Evropské unii a 54. největší na světě.
Stejně jako u mnoha metropolitních oblastí podobné velikosti, zde lze odlišit dvě zóny urbanizace:
- Vnitřní kruh (primera corona): Alcorcón, Leganés, Getafe, Móstoles, Fuenlabrada, Coslada, Alcobendas, Pozuelo de Alarcón, San Fernando de Henares
- Vnější kruh (segunda corona): Villaviciosa de Odón, Parla, Pinto, Valdemoro, Rivas-Vaciamadrid, Torrejón de Ardoz, Alcalá de Henares, San Sebastián de los Reyes, Tres Cantos, Las Rozas de Madrid, Majadahonda, Boadilla del Monte

Největší předměstí jsou na jihu, a převážně podél hlavních cest vedoucích z Madridu.
HDP metropolitní oblasti Madridu se odhadovalo na 189 miliard eur v roce 2009 a představuje více než 90 % HDP regionu Madrid. HDP na obyvatele bylo 37 758 eur v metropolitní oblasti, zatímco v regionu Madrid dosáhlo 30 453 eur.

## Demografie
| Pořadí | Obec                       | Obyvatelstvo | Rozloha [km²] |
| ------ | -------------------------- | ------------ | ------------- |
| 1.     | Madrid                     | 3 233 527    | 605,8         |
| 2.     | Móstoles                   | 206 031      | 45,0          |
| 3.     | Alcalá de Henares          | 203 924      | 88,0          |
| 4.     | Fuenlabrada                | 198 132      | 39,1          |
| 5.     | Leganés                    | 187 125      | 43,1          |
| 6.     | Getafe                     | 171 280      | 78,7          |
| 7.     | Alcorcón                   | 169 308      | 33,7          |
| 8.     | Torrejón de Ardoz          | 125 331      | 32,6          |
| 9.     | Parla                      | 124 208      | 24,4          |
| 10.    | Alcobendas                 | 111 040      | 45,0          |
| 11.    | Coslada                    | 91 832       | 12,0          |
| 12.    | Las Rozas de Madrid        | 90 390       | 58,3          |
| 13.    | Pozuelo de Alarcón         | 83 844       | 43,2          |
| 14.    | San Sebastián de los Reyes | 81 466       | 58,7          |
| 15.    | Rivas-Vaciamadrid          | 75 444       | 67,4          |
| 16.    | Valdemoro                  | 70 315       | 64,5          |
| 17.    | Majadahonda                | 70 198       | 38,5          |
| 18.    | Arganda del Rey            | 55 506       | 79,6          |
| 19.    | Boadilla del Monte         | 47 037       | 47,2          |
| 20.    | Pinto                      | 46 763       | 62,2          |
| 21.    | Colmenar Viejo             | 46 321       | 182,6         |
| 22.    | San Fernando de Henares    | 41 376       | 38,8          |
| 23.    | Tres Cantos                | 41 302       | 38,0          |
| 24.    | Villaviciosa de Odón       | 24 963       | 68,1          |
| 25.    | Mejorada del Campo         | 20 245       | 17,2          |